# Sofia Arvidssonová
Lena Sofia Alexandra Arvidssonová (* 16. února 1984 Halmstad, Švédsko) je bývalá švédská profesionální tenistka. Ve své kariéře vyhrála dva turnaje WTA ve dvouhře a jeden ve čtyřhře.
V juniorském věku se Sofii Arvidssonové podařilo dosáhnout finále ve dvouhře na grandslamovém Australian Open 2001, ve kterém prohrála s Jelenou Jankovićovou.

## Finálové účasti na turnajích WTA (4)

### Dvouhra - výhry (1)
| Legenda                     |
| Kategorie Tier III (1)      |
| Kategorie Premier (0)       |
| Kategorie International (0) |

| Č. | Datum         | Turnaj       | Povrch  | Soupeřka ve finále | Výsledek      |
| 1. | 25. únor 2006 | Memphis, USA | koberec | Marta Domachowska  | 6-2, 2-6, 6-3 |

### Dvouhra - prohry (2)
| Legenda                     |
| Kategorie Tier III (1)      |
| Kategorie International (1) |

| Č. | Datum            | Turnaj         | Povrch    | Vítězka          | Výsledek |
| 1. | 6. listopad 2005 | Quebec, Kanada | tvrdý     | Amy Frazierová   | 6-1, 7-5 |
| 2. | 20. únor, 2010   | Memphis, USA   | tvrdý (h) | Maria Šarapovová | 6-2, 6-1 |

### Čtyřhra - prohry (1)
| Legenda                     |
| Kategorie International (1) |

| Č. | Datum         | Turnaj         | Povrch | Partnerka           | Vítězky                             | Výsledek |
| 1. | 20. září 2009 | Quebec, Kanada | tvrdý  | Séverine Brémondová | Vania Kingová B. Záhlavová-Strýcová | 6-1, 6-3 |

## Fed Cup
Sofia Arvidssonová se zúčastnila 39 zápasů ve Fed Cupu za tým Švédska s bilancí 25-17 ve dvouhře a 10-12 ve čtyřhře.

## Postavení na žebříčku WTA na konci sezóny

### Dvouhra
| Rok    | 2000 | 2001   | 2002   | 2003   | 2004   | 2005  | 2006  | 2007   | 2008  | 2009   |
| Pořadí | 854. | ▲ 487. | ▲ 167. | ▲ 113. | ▼ 176. | ▲ 67. | ▲ 63. | ▼ 102. | ▲ 64. | ▼ 124. |

### Čtyřhra
| Rok    | 2002 | 2003   | 2004   | 2005   | 2006   | 2007   | 2008   | 2009   |
| Pořadí | 437. | ▲ 278. | ▲ 171. | ▼ 306. | ▼ 318. | ▲ 158. | ▼ 176. | ▲ 116. |